# Zoé Vergé-Dépré
Zoé Vergé-Dépré (Bern, 23 februari 1998) is een Zwitserse beachvolleybalspeler. Met Esmée Böbner won ze een bronzen medaille bij de Europese kampioenschappen en in totaal vijf medailles bij de nationale kampioenschappen. Ze nam eenmaal deel aan de Olympische Spelen.

## Carrière

### Familie en jeugd
Vergé-Dépré is geboren en getogen in Bern. Ze komt uit een sportief gezin. Haar vader is geboren op Guadeloupe en is een voormalige Franse volleybalinternational. Haar moeder volleybalde in Zwitserland en haar zus Anouk is eveneens een professionele beachvolleybalspeler. Als kind speelde ze ook voetbal en deed ze aan atletiek.

### 2016 tot en met 2021
In 2016 deed Vergé-Dépré mee aan haar eerste internationale beachvolleybaltoernooi, toen ze met Selina Marolf een negende plaats behaalde bij de EK onder 20 in Antalya. Het jaar daarop speelde ze met Laura Caluori op het Europese Satellite-toernooi van Vaduz. Aan de zijde van Esmée Böbner – met wie Vergé-Dépré tot en met 2024 een team zou vormen – eindigde ze als negende bij zowel de EK onder 20 in Vulcano als de WK onder 21 in Nanjing. Bij de Zwitserse kampioenschappen in Bern behaalden ze een vierde plaats. Het jaar daarop debuteerde het duo in de FIVB World Tour. Ze namen deel aan zes toernooien. Ze wonnen het 1-ster-toernooi van Ljubljana door de Oekraïense zussen Inna en Iryna Machno in de finale te verslaan en eindigden als tweede in Montpellier en als vierde in Vaduz. In eigen land werden ze tweede bij de NK achter Nina Betschart (tegenwoordig Brunner) en Tanja Hüberli. Bij de EK onder de 22 in Jūrmala kwamen ze tot een negende plaats en ze behaalden een vierde plaats bij de wereldstudentenkampioenschappen in München. Met haar zus Anouk deed Zoé mee aan de Europese kampioenschappen in Nederland, nadat Anouks vaste partner Joana Heidrich voor het toernooi met een blessure uitviel. De zussen verloren in de achtste finale van de latere kampioenen Sanne Keizer en Madelein Meppelink.
In 2019 namen Vergé-Dépré en Böbner deel aan de kwalificaties van negen toernooien in de World Tour. Alleen in Edmonton drongen ze door tot het hoofdtoernooi. Bij de EK onder 22 in Antalya en de NK bereikte het duo de kwartfinales. Met Betschart haalde Böbner bij de WK onder 21 in Udon Thani eveneens de kwartfinales. Een jaar later deden ze mee aan een toernooi in Baden. In 2021 speelden Vergé-Dépré en Böbner op zeven internationale toernooien. In Doha, Cancun en Gstaad bereikten ze de zestiende finale en bij het 2-sterren-toernooi van Praag wonnen ze een zilveren medaille achter Thamela Coradello en Elize Maia uit Brazilië. In Wenen deden ze mee aan de EK, waar ze in de achtste finale in drie sets verloren van het Duitse tweetal Karla Borger en Julia Sude. In Bern wonnen ze de bronzen medaille bij de Zwitserse kampioenschappen.

### 2022 tot en met 2024

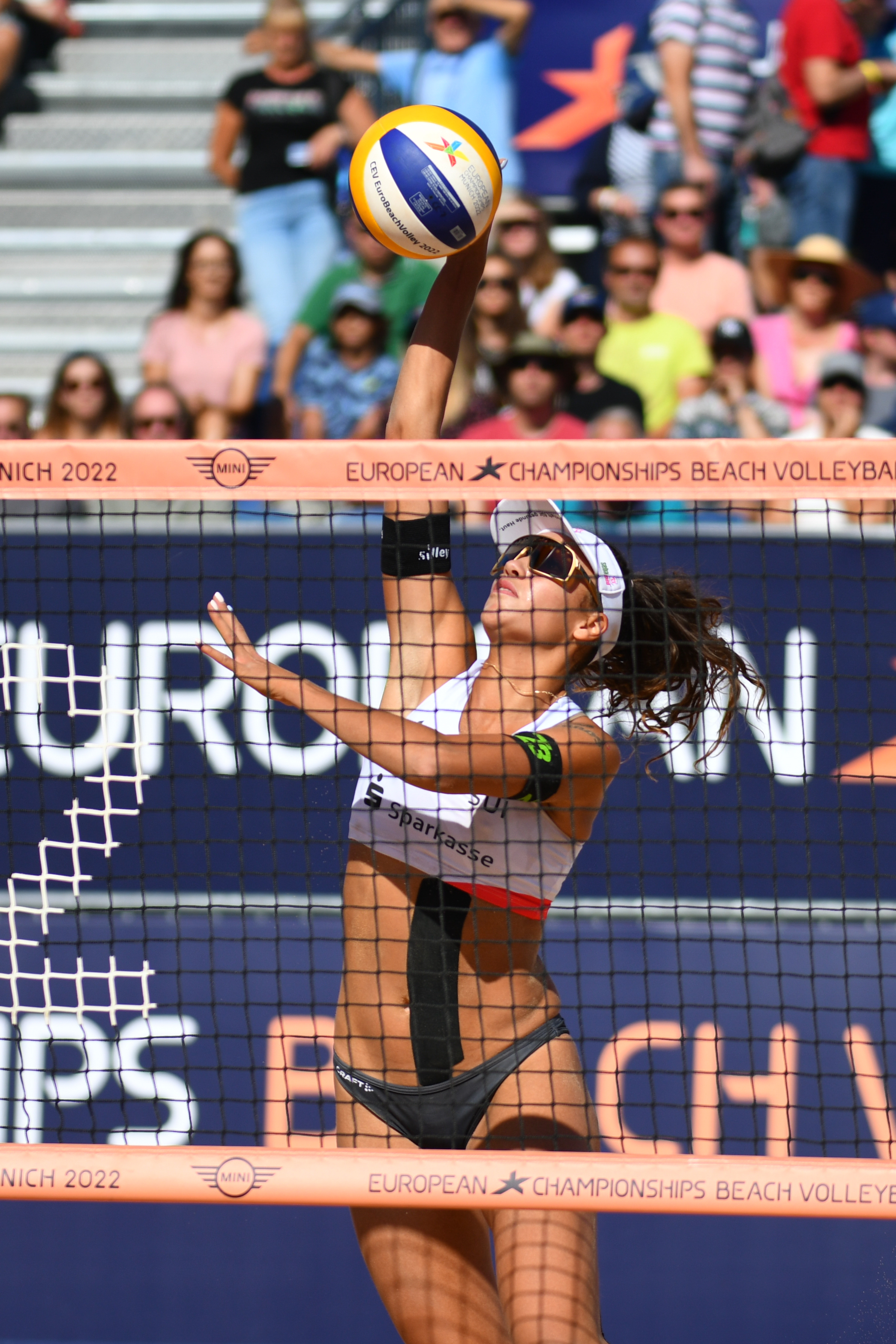
Vergé-Dépré in actie bij de EK in München (2022)

Het seizoen daarop waren Vergé-Dépré en Böbner actief op negen toernooien in de Beach Pro Tour – de opvolger van de World Tour. Ze bereikten de kwartfinales van de Challenge-toernooien in Tlaxcala en Agadir en het Elite16-toernooi van Parijs. Bij de wereldkampioenschappen in Rome werden ze in de zestiende finale uitgeschakeld door haar zus Anouk en haar partner Joana Heidrich. Bij de EK in München strandde het duo in de achtste finale tegen de Duitsers Chantal Laboureur en Sarah Schulz. In eigen land wonnen ze zilver bij de NK achter Brunner en Hüberli. In 2023 namen Vergé-Dépré en Böbner deel aan twaalf toernooien in de mondiale competitie. In Jūrmala eindigden ze met een tweede plaats voor het eerst op het podium in de Beach Pro Tour. In Itapema en Edmonton kwamen ze verder tot een vierde plaats en in Saquarema werden ze vijfde. Bij de EK in Wenen bereikten ze de kwartfinale, waar ze werden uitgeschakeld door Brunner en Hüberli, en ook bij de NK verloor het duo in de finale van Brunner en Hüberli. Bij de WK in Tlaxcala verloren ze in de achtste finale van het Canadese tweetal Melissa Humana-Paredes en Brandie Wilkerson.
Het jaar daarop speelden Vergé-Dépré en Böbner op elf toernooien in de Beach Pro Tour. Ze wonnen het Challenge-toernooi van Guadalajara door Agatha Bednarczuk en Rebecca Silva uit Brazilië in de finale te verslaan. Bij het Elite16-toernooi van Brasilia wonnen ze het brons ten koste van de Nederlanders Katja Stam en Raïsa Schoon. In Recife, Gstaad en Wenen kwamen ze verder tot drie vijfde plaatsen. Via de olympische ranglijst had het duo zich als tweede Zwitserse team geplaatst voor de Olympische Spelen in Parijs. Daar gingen ze als groepswinnaar door naar de achtste finales. Na een overwinning op het Chinese tweetal Xue Chen en Xia Xinyi in de achtste finale werden Vergé-Dépré en Böbner in de kwartfinale uitgeschakeld door de Australiërs Mariafe Artacho del Solar en Taliqua Clancy. Anderhalve week later won het duo de bronzen medaille bij de EK in Nederland. Ze waren in de wedstrijd om het brons in twee sets te sterk voor Monika Paulikienė en Ainė Raupelyté uit Litouwen. In Bern behaalden ze voor de derde keer op rij het zilver achter Brunner en Hüberli. Na afloop van de NK beëindigde Böbner haar sportieve loopbaan.

### 2025
Sinds 2025 vormt Vergé-Dépré een team met haar zus Anouk. Ze wonnen dat jaar een zilveren medaille bij het Future-toernooi van Spiez en een bronzen medaille bij het Elite16-toernooi van Ostrava.

## Palmares
Kampioenschappen
- 2018:  NK
- 2021:  NK
- 2022:  NK
- 2023:  NK
- 2023: 9e WK
- 2024: 5e OS
- 2024:  EK
- 2024:  NK

FIVB World Tour
- 2018:  1* Ljubljana
- 2019:  1* Montpellier
- 2021:  2* Praag

Beach Pro Tour
- 2023:  Jūrmala Challenge
- 2024:  Guadalajara Challenge
- 2024:  Elite16 Brasilia
- 2025:  Spiez Future
- 2025:  Elite16 Ostrava